# Moffans-et-Vacheresse
Moffans-et-Vacheresse település Franciaországban, Haute-Saône megyében. Lakosainak száma 613 fő (2022. január 1.). Moffans-et-Vacheresse Frotey-lès-Lure, Athesans-Étroitefontaine, Lomont, Lure, Lyoffans, Mignavillers, La Vergenne és Vouhenans községekkel határos.

## Népesség
A település népességének változása:
| Lakosok száma | 628  | 628  | 641  | 625  | 622  | 620  | 618  | 615  | 613  |
|               | 2013 | 2015 | 2016 | 2017 | 2018 | 2019 | 2020 | 2021 | 2022 |